# 안젤리카 부이치크
안젤리카 부이치크(폴란드어: Andżelika Wójcik, 1996년 11월 8일~)는 폴란드의 스피드스케이팅 선수이다. 2022년 동계 올림픽에 참가했으며 세계 종목별 선수권 대회에서 동메달 2개, 세계 스프린트 선수권 대회에서 은메달 1개를 획득했다.